# 물결이 일다
물결이 일다(Stirring Ripple)는 한국에서 제작된 신동석 감독의 2005년 영화이다. 서정연 등이 주연으로 출연하였고 백정집 등이 제작에 참여하였다.

## 출연

### 주연
- 서정연
- 문준호
- 이다윗

## 제작진
- 조연출: 김영제
- 음향: 임서진
- 미술: 남궁선